# ماكسويل ر. ثورمان
ماكسويل ر. ثورمان (بالإنجليزية: Maxwell R. Thurman)‏ هو عسكري أمريكي، ولد في 18 فبراير 1931 في هاي بوينت في الولايات المتحدة، وتوفي في 1 ديسمبر 1995 في Walter Reed Army Medical Center ‏ في الولايات المتحدة بسبب ابيضاض الدم.